# 200.º Regimiento de Ametralladora Antiaérea
El 200.º Regimiento de Ametralladora Antiaérea (200. Flak-Maschinengewehr-Regiment) unidad militar de la Luftwaffe durante la Segunda Guerra Mundial.

## Historia
Formada en agosto de 1944 con 3 batallones y 10 compañías. Entró en acción bajo la 9.ª División Aérea. Disuelta en noviembre de 1944 (Descripción en el Correo Postal). Entró en acción el 3 de septiembre de 1944 en el área de Saarbrücken, apoyando al 1.º Ejército.

## Orden de Batalla
Organización del 1 de octubre de 1944:
- Stab/27.º Regimiento Aéreo (mot.)
- Stab/42.º Regimiento Aéreo (mot.)
- Stab/169.º Regimiento Aéreo (v)
- Stab/200.º Regimiento de Ametralladora Antiaérea (v)
- IV./125.ª Batería de Transporte Antiaérea
- VI./3.ª Batería de Transporte Antiaérea
- VI./92.ª Batería de Transporte Antiaérea
- XI./72.ª Batería de Transporte Antiaérea